# Conselho para a Ortografia Alemã
O Rat für deutsche Rechtschreibung (RdR) (em português:  Conselho para a Ortografia Alemã) é o principal órgão regulador internacional da língua alemã.
Com sede em Mannheim, Alemanha, o Rat für deutsche Rechtschreibung foi formado em 2004, como sucessor da Zwischenstaatliche Kommission für deutsche Rechtschreibung (Comissão Intergovernamental para a Ortografia Alemã), a fim de compreender tanto os proponentes, bem como os opositores da reforma ortográfica alemã de 1996 (e as reformas subsequentes).
Apesar de ter o alemão como uma de suas línguas oficiais, Luxemburgo, que não aplicou os conceitos da reforma de 1996, não faz parte do conselho. O governo do Luxemburgo, unilateralmente adotou a reforma e, dada a sua eficiência, foi bem aceite pelos professores do país. Segundo o jornal mais importante do Grão-Ducado do Luxemburgo, o Luxemburger Wort, Luxemburgo não se considera um território germanófono (a única língua nacional é o luxemburguês) e, portanto, não tem o direito de fazer parte do conselho. No entanto, é interessante assinalar que Luxemburgo participa da Organização Internacional da Francofonia e têm membros na Academia Francesa, já que o francês é uma língua oficial, junto com o alemão.
O presidente da Gesellschaft für deutsche Sprache (GfdS) é um membro do conselho. Em 2003, o Rat für deutsche Rechtschreibung, o Gesellschaft für deutsche Sprache, o Instituto Goethe e o Instituto da Língua Alemã, fundaram o Deutscher Sprachrat (Conselho da Língua Alemã), que mais tarde se juntou ao Deutscher Akademischer Austauschdienst (DAAD) (Serviço Alemão de Intercâmbio Académico).

## Membros

Locais onde o alemão é a língua (co-)oficial (de jure ou de facto) e a língua materna da maioria da população
Locais onde o alemão é a língua co-oficial, mas não é a língua materna da maioria da população
Locais onde o alemão (ou uma variação linguística do alemão) é legalmente reconhecida como uma língua minoritária (representado por um quadrado onde a repartição geográfica é dispersa ou demasiada pequena para ser localizada com precisão sobre o mapa)
Locais onde o alemão (ou um dialeto da língua alemã) é falado por uma minoria significativa, no entanto, não tem estatuto legal

Atualmente, o Rat für deutsche Rechtschreibung é composto por trinta e nove membros dos seguintes países e regiões:
Membros
- Alemanha: 18 conselheiros
- Áustria: 9 conselheiros
- Suíça : 9 conselheiros
- Província autónoma de Bolzano: 1 conselheiro
- Comunidade germanófona da Bélgica: 1 conselheiro
- Liechtenstein: 1 conselheiro

Observadores
- Luxemburgo: 1 observador (sem direito a voto)